# Prólogo de El Señor de los Anillos
El prólogo de El Señor de los Anillos es un texto que aparece en la citada novela del escritor británico J. R. R. Tolkien y en el cual explica y resume distintos aspectos de su legendarium que tienen que ver con la obra. Sirve de unión entre El Señor de los Anillos y su antecesora, El hobbit, y está dedicado en su mayoría a los hobbits, una raza ficticia emparentada con los hombres y caracterizada por su baja estatura.
J. R. R. Tolkien escribió la primera versión del prólogo entre 1938 y 1939, muy poco después de comenzar a componer la historia de El Señor de los Anillos, aunque esta versión era aún muy pobre. Debido a la gran importancia que le dio, tardó más de diez años en completar el texto y esto no ocurrió hasta poco antes de la publicación del primero de los tomos en los que fue dividida la novela, La Comunidad del Anillo, en 1954. A raíz del desarrollo de la novela completa, el prólogo experimentó grandes cambios, existiendo varias versiones de las cuales algunas fueron publicadas por el tercer hijo y principal editor del autor, Christopher Tolkien, en los libros El retorno de la Sombra (1993) y Los pueblos de la Tierra Media (2002), de la colección La historia de la Tierra Media. 
Los críticos concedieron al prólogo cierta utilidad y aconsejaron a los lectores no olvidarlo ni pasarlo por alto. En la trilogía cinematográfica realizada por el cineasta neozelandés Peter Jackson sobre El Señor de los Anillos, aparece parte del prólogo en la versión extendida de la primera película, La Comunidad del Anillo, donde el hobbit Bilbo Bolsón describe a su raza mientras escribe la introducción de su libro Historia de una ida y una vuelta. Tanto en esta adaptación como en la del director Ralph Bakshi, el prólogo se centra en la historia de los Anillos de Poder y especialmente en la del Único.

## Contenido

### De los hobbits
Esta sección del prólogo es el único texto de J. R. R. Tolkien en el que se puede encontrar la historia de la raza hobbit anterior a los acontecimientos narrados en El Señor de los Anillos. Su origen se remonta a los Días Antiguos, pero no se supo nada de ellos hasta la Tercera Edad del Sol, salvo que las tres ramas de la raza (Albos, Fuertes y Pelosos) convivieron en los valles del río Anduin y allí entraron en contacto con los éothéod, los antepasados de los rohirrim, y de ellos adoptaron algunas costumbres y su lengua. Pasado el primer milenio de la Tercera Edad del Sol, los hobbits se trasladaron a las tierras de Eriador y las tres ramas se separaron para unirse de nuevo años después en la Comarca, fundada por los hermanos albos Marcho y Blanco. Allí los hobbits vivieron en paz hasta la Guerra del Anillo, acontecida a finales de la Tercera Edad del Sol.

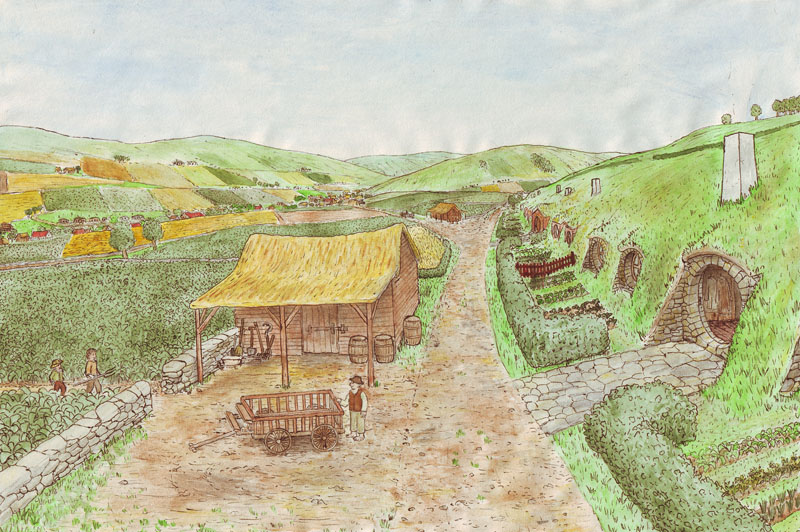
Valle Largo, lugar donde Tobold Corneta plantó por primera vez la hierba para pipa.

Tolkien ofrece además una descripción de los hobbits y las principales diferencias entre las tres ramas, así como de su cultura y algunas costumbres.

### De la hierba para pipa
Esta sección describe una de las principales aficiones de los hobbits, fumar en pipa, desde el punto de vista ficticio del legendarium. Tolkien sitúa los orígenes de esta costumbre en la Comarca en el año 2670 de la Tercera Edad del Sol, cuando el hobbit Tobold Corneta cultivó por primera vez hierba para pipa en Valle Largo, pueblo en la Cuaderna del Sur. Sin embargo, los hobbits de la aldea de Bree fueron los primeros en fumar en pipa y los que extendieron el hábito a otras razas, como a los enanos y a los hombres. La hierba para pipa que cultivó Tobold Corneta procedía de Bree pero tampoco era originaria de allí, sino de las tierras que se encuentran en el curso inferior del río Anduin, donde fue plantada por los númenóreanos.

### De la ordenación de la Comarca
Aquí se describen las principales divisiones geográficas de la Comarca, la tierra donde vivían los hobbits desde mediados de la Tercera Edad del Sol. Aparte de las cuatro divisiones principales, también llamadas cuadernas, había algunas más pequeñas que no eran oficiales, como las tierras de las familias. También describe el sistema de gobierno (basado en el alcalde de Cavada Grande y en el Thain) y los escasos servicios públicos de la Comarca: la policía (u oficiales, como los llamaban los hobbits) y el correo.

### Del descubrimiento del Anillo
Para enlazar ambas novelas, Tolkien ofrece aquí un resumen de El hobbit haciendo especial hincapié en la parte donde Bilbo Bolsón descubre el Anillo Único y su encuentro con la criatura Gollum. Con el fin de dar un motivo a los cambios que realizó en el capítulo «Acertijos en las tinieblas» de El hobbit, Tolkien cuenta también en esta sección como Bilbo se inventó una historia falsa sobre su encuentro con Gollum (la historia que aparece en la primera edición de El hobbit) para contársela a sus amigos y como sólo al mago Gandalf le dijo la verdad (la historia que aparece en la segunda edición y aquí) tras la insistencia de este.

## Composición
J. R. R. Tolkien dedicó el prólogo de El Señor de los Anillos a los hobbits porque, como dicen las primeras palabras de la novela, les consideraba los principales protagonistas de ésta. Entre 1938 y 1939, cuando estaba escribiendo el cuarto capítulo de El Señor de los Anillos, «Un atajo hacia los hongos», anotó junto a la descripción de la arquitectura hobbit: «Ponerlo en la introducción». A partir de esto comenzó un nuevo escrito al que tituló Introducción: de los hobbits y que no dividió en distintos capítulos como el prólogo definitivo, sino que juntó toda la información en un solo texto. En este ya aparecían numerosos aspectos que serían conservados, aunque faltaba aún toda la historia de los hobbits, la hierba para pipa y la ordenación de la Comarca, y había otros detalles que serían desechados, como la capacidad de los hobbits de oír a una milla de distancia o los distintos poderes del Anillo Único aparte del de otorgar invisibilidad. En esa misma época, realizó otra versión de la introducción, igual a la anterior pero ampliada en lo referencia a la historia de Bilbo y Gollum.
Años después introdujo la fundación de la Comarca, así como los pasajes dedicados a la ordenación de la Comarca y a la hierba para pipa, surgido este último de una explicación que Meriadoc "Merry" Brandigamo da al rey Théoden de Rohan y traído al prólogo de la misma forma que la arquitectura hobbit. Tras componer otras dos versiones con tan solo pequeños cambios, J. R. R. Tolkien redactó una nueva con más información, ampliando sobre todo la historia de los hobbits, en la que apareció por primera vez la batalla de los Campos Verdes debido a la composición del capítulo «El saneamiento de la Comarca», y las tres ramas de la raza, derivadas de la primera versión del apéndice F de la novela. No obstante, en esta nueva versión retiró las secciones sobre la hierba para pipa y sobre la historia de Bilbo y Gollum.
A principios de la década de 1950, tras otra nueva versión con correcciones menores, J. R. R. Tolkien compuso el prólogo definitivo, con la historia de Bilbo y Gollum actualizada para que concordara con la nueva versión del capítulo «Acertijos en las tinieblas» de El hobbit, que había sido modificado para reflejar el nuevo concepto del anillo y su capacidad corruptora.
Las diferentes versiones del prólogo fueron publicadas muchos años después por Christopher Tolkien, uno de los hijos del autor y su principal editor, en los libros El retorno de la Sombra (1993) y Los pueblos de la Tierra Media (2002).

## Adaptaciones cinematográficas

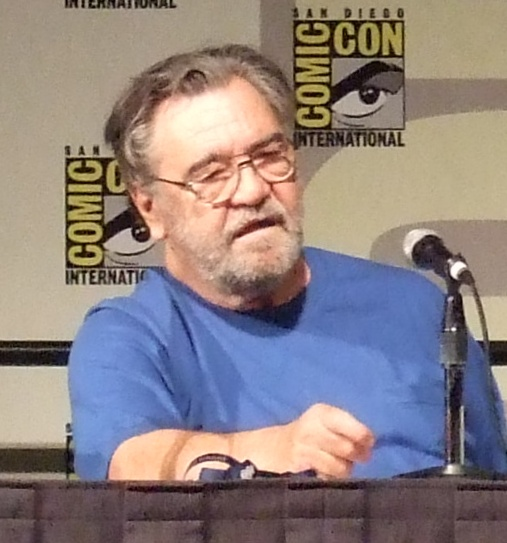
Ralph Bakshi, director de la adaptación animada de El Señor de los Anillos.

En la adaptación animada de El Señor de los Anillos realizada por el director Ralph Bakshi (1978), el prólogo es distinto al de la novela y en este se narra la historia de los Anillos de Poder, la Guerra de la Última Alianza, la pérdida del Anillo Único por parte de Isildur y su posterior encuentro por Gollum. Lo único que tienen ambos en común es la historia de Gollum y Bilbo.

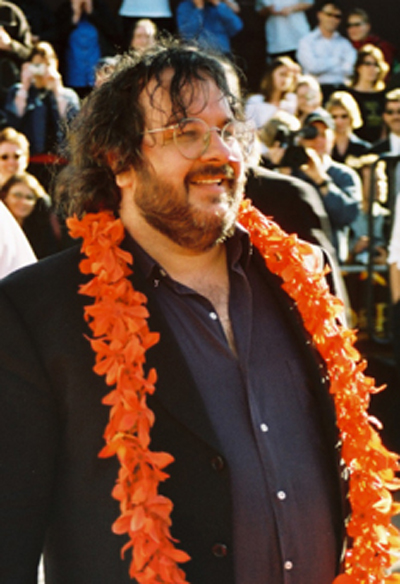
Peter Jackson, director, productor y guionista de la trilogía fílmica de El Señor de los Anillos.

En la trilogía cinematográfica realizada por el director Peter Jackson, tan sólo aparece parte del prólogo en la versión extendida de la primera película, La Comunidad del Anillo, donde el hobbit Bilbo Bolsón describe a su raza mientras escribe la introducción de su libro Historia de una ida y una vuelta. No obstante, si bien esto es lo que hace el prólogo de la novela, en la película estas escenas son consideradas como parte de la trama y el prólogo es parecido al de la adaptación de Bakshi, centrándose también en los Años Oscuros y en la historia del Anillo Único.
En los primeros borradores del guion, el prólogo era demasiado extenso y estaba sobrecargado de información, por lo que los guionistas decidieron quitarlo a pesar de estar ya rodadas las escenas. Durante la posproducción, el equipo de montaje elaboró el nuevo prólogo en el que Bilbo describía a los hobbits, mientras que la historia del Anillo iba a ser contada por Gandalf en Bolsón Cerrado. No obstante, poco antes de viajar a Londres para trabajar en la banda sonora, Peter Jackson proyectó la película a New Line Cinema, la empresa encargada de distribuirla, que sugirió que el prólogo se volviera a introducir.
El equipo de montaje redujo el prólogo a siete minutos y tras probar desde la óptica de Isildur y desde una universal, decidieron editarlo desde el punto de vista del Anillo, ya que este era el verdadero protagonista. El narrador fue inicialmente Frodo Bolsón, quien llevaría el Anillo durante toda la trilogía, pero acabó siendo descartado porque el personaje desconocía su historia. Los guionistas probaron entonces con Gandalf e incluso el propio Ian McKellen, intérprete del mago, lo pidió; no obstante, también lo descartaron ya que su papel era bastante grande en La Comunidad del Anillo. Finalmente fue Galadriel, interpretada por Cate Blanchett, quien puso su voz como narradora.
El tema que suena cuando Bilbo está describiendo a los hobbits en la versión extendida lleva el título «Concerning Hobbits» («De los hobbits» en español), que coincide con una de las secciones del prólogo. Fue elaborado por el compositor de la banda sonora de la trilogía, Howard Shore, y en él se usan principalmente el violín y la flauta irlandesa.